# Metagraphinotus trochanterspinosus
Metagraphinotus trochanterspinosus is een hooiwagen uit de familie Gonyleptidae.